# 리히텐슈타인하테비스트
리히텐슈타인하테비스트(Alcelaphus lichtensteinii)는 우제목/경우제목 소과에 속하는 영양의 일종이다. 사바나와 범람원 지역에 서식하는 영양으로 중앙아프리카 남부 지역에서 발견된다. 리히텐슈타인하테비스트는 어깨높이가 1.25m, 몸무게는 약 150kg 정도이다.